# تالیو
تالیو (به سوئدی: Täljö) یک سکونتگاه مسکونی در سوئد است که در Österåker Municipality واقع شده‌است.

## خصوصیات
تالیو ۰٫۹۲ کیلومترمربع مساحت و ۳۸۷ نفر جمعیت دارد.